# Pristimantis lojanus
Pristimantis lojanus — вид жаб родини Craugastoridae. Описаний у 2021 році.

## Поширення
Ендемік Еквадору. Відомий з міста Лоха та його найближчих околиць (всі струмки, що впадають у місто, а також парки, як-от Parque Universitario de Educación Ambiental y Recreación «Francisco Vivar Castro» та приватні заповідні території, як-от Reserva Madrigal del Podocarpus), а також з кількох інших місцевостей. Мешкає на висоті від 1937 м до 2782 м у вічнозелених нижньогірських лісах і вічнозелених верхньогірських лісових екосистемах.